# 일장우견애정적여행
《일장우견애정적여행》(一场遇见爱情的旅行)는 2019년 방송되었던 중국의 드라마이다.

## 소개
- 명화 한 점이 연루된 다국적 자금세탁 마약밀매 사건에 휘말린 평범한 화이트칼라 회사원과 마약 수사 경찰관의 스릴 넘치는 여정과 사랑 이야기

## 등장 인물
- 천샤오 - 진샤오틴 역
- 징톈 - 리신웨 역
- 허밍한 (何明翰) - 초지한 역
- 진삼 (秦杉) - 성하 역
- 장커잉 - 체나 역
- 류웨이 (刘威) - 구양선생 역
- 리징 (李菁) - 호지휘 역
- 왕책 (王策) - 초홍비 역
- 류이쥔 - 이기봉 역
- 정용대 (丁勇岱) - 로풍 역
- 나위 (那威) - 조주인 역
- 리잉 (李颖) - 진정천 역

## 참고 사항
- 극중 진샤오틴 역을 맡았던 천샤오는 드라마 꽃 피던 그해 달빛 이후 2년만에 복귀한 작품이기도 하다.
- 현재 브레이브 엔터테인먼트와 분쟁중이었던 사무엘은 솔로 데뷔한지 처음으로 중국드라마 OST에 참여하였다.